# Pave Pius 9.
Pave Pius 9. (født Giovanni Maria Mastai-Ferretti; 13. maj 1792 – 7. februar 1878) var pave fra år 1846, hvor han blev valgt, frem til sin død i 1878. Hans regeringstid på næsten 32 år som pave var den længste nogensinde (bortset fra apostlen Peter).
| Efterfulgte: Gregor 16. | Pave 1846-1878 | Efterfulgtes af: Leo 13. |

1. ↑  Navnet er anført på engelsk og stammer fra Wikidata hvor navnet endnu ikke findes på dansk.